# Traktor Tom
A Traktor Tom (eredeti cím: Tractor Tom) angol televíziós 3D-s számítógépes animációs sorozat, amelyet a Contender Entertainment készített. Két évadból áll, egyenként 26 darab, 10 perces epizóddal.
Traktor Tom a Zölddomb tanyán él, gazdájával Fí-vel, Matt-el a segéddel és a többi fantasztikus barátjával. Bármi feladat vagy probléma akad, Traktor Tom ott van és segít, sok móka és kaland közepette.
A sorozat szlogenje "Ó Tom, mihez is kezdenék nélküled?"
Az első sorozatban csak Fí és Matt "beszélt", a járművek csak motorhangokkal kommunikáltak, a második sorozatban már mindegyik karakter "beszél".

## Szereplők

### Járművek
- Tom – Örökké vidám és optimista világospiros traktor, aki mindig megpróbálja megoldani a barátai problémáit. Néha fél a sötétben. Magyar hangja a második sorozatban Penke Bence.
- Pörgi – Egy fiatal és kíváncsi kék-sárga quad, akire néha azt mondják, hogy "túl kicsi". Az első sorozatban gyakran került bajba és vitathatatlanul Tom legjobb barátja. Magyar hangja a második sorozatban Czető Ádám.
- Kombi – A gazdaság lassú, régi és nagy sárga kombájnja, aki szeret meséket mondani és kedvenc helye a pajta, ahol a többi jármű is "lakik". Magyar hangja a második sorozatban Pálmai Szabolcs.
- Dudás – Matt nagy lila pick-up teherautója, élvezi, ha dicsekedhet és nagyon nem szereti, ha második lesz egy versenyen. Nem rossz karakter, de néha kellemetlen bír lenni. Tom jó barátja. Magyar hangja a második sorozatban Baráth István.
- Moci – A második sorozat elejétől szereplő, Pörgi helyébe lépő rózsaszín motorkerékpár. Energikus személyiség, Röpcsi jó barátja és barátságosan rivalizál Dudással. Magyar hangja Molnár Ilona.
- Röpcsi – A második sorozatban megjelenő, sárga és narancssárga energikus és barátságos repülőgép. Magyar hangja Zsigmond Tamara.

### Emberek
- Fí – A farmerlány. Az egyetlen mezőgazdasági termelő a Zölddomb tanyán, piros inget és kalapot hord, kék nadrágja van kis sárga virággal az alján és szőke a haja. A második sorozatban már nincs kalap, rózsaszínű inge és kék kertésznadrágja lesz (nagy virággal a közepén). Csak egy segédje van, Matt, mert a farm nagyon kicsi. Magyar hangja Ruttkay Laura.
- Matt – Egy kis ezüstszínű lakókocsiban lakik a gazdasági út mentén és segíti a munkát a farmon. Eléggé feledékeny és a felfogóképessége sem a legjobb, főleg a második sorozatban. Övé Dudás, a teherautó és mindenhova vele megy. Magyar hangja Csík Csaba Krisztián.

### Állatok
- Tyúkok – A Zölddomb tanyán három barna tyúk él.
- Háp – A két kacsa közül az egyik. Narancsszínű gallérja van.
- Sáp – A másik kacsa, kék gallérral.
- Vaú – A gazdaság pásztorkutyája, aki szeret együtt lenni a többi állattal és szereti őket terelgetni, mint a juhokat.
- Nyaú – Fí kedvtelésből tartott macskája, aki meglehetősen lusta. Kombi barátja.
- Mú – Az egyetlen tehén a gazdaságban és így néha magányos, de egyébként egy teljesen közönséges tehén.
- Nyiha – Egy ló, aki általában nem nagyon jön izgalomba, kivéve, amikor sárgarépát lát.
- Foltos – Nyiha csikója, aki szereti a bajt. Kedvenc tápláléka a kockacukor, de Nyihához hasonlóan ő is szereti a sárgarépát is. Egyike a kevés hím állatnak a farmon.
- Birkák – A farmon él nyolc juh is, akik szeretnek különös "nem-állati" tárgyakat használni, úgymint csúszda, központifűtés és fürdő. Szintén benne vannak minden rosszcsontkodásban és bemászkálnak Matt lakókocsijába a lehető legrosszabb alkalmakkor.

## Epizódok
| #               | magyar cím               | eredeti angol cím    |
| --------------- | ------------------------ | -------------------- |
|                 |                          |                      |
| Első sorozat    |                          |                      |
|                 |                          |                      |
| 01.             | Csengőhang               | Ring Tone            |
|                 |                          |                      |
| 02.             | Tom bűvészkedik          | Showtime Tom         |
|                 |                          |                      |
| 03.             | Dől az almalé            | Apple Squash         |
|                 |                          |                      |
| 04.             | A barika mamája          | Baa Baa Tom Sheep    |
|                 |                          |                      |
| 05.             | Fociőrület               | Football Crazy       |
|                 |                          |                      |
| 06.             | Az autómosás             | Clean Machine        |
|                 |                          |                      |
| 07.             | Repülj, Pörgi!           | Fly Away Buzz        |
|                 |                          |                      |
| 08.             | Hová lett Kombi?         | Where's Wheezy?      |
|                 |                          |                      |
| 09.             | A sportverseny           | Sports Day           |
|                 |                          |                      |
| 10.             | A nagy ugrás             | The Big Jump         |
|                 |                          |                      |
| 11.             | Pörgi besegít            | A Job for Buzz       |
|                 |                          |                      |
| 12.             | Kincskeresés             | Treasure Trail       |
|                 |                          |                      |
| 13.             | A karnevál               | A Carnival for Fi    |
|                 |                          |                      |
| 14.             | Zenebona                 | Musical Mayhem       |
|                 |                          |                      |
| 15.             | Mú bánata                | Mo's Low             |
|                 |                          |                      |
| 16.             | A madárijesztő           | The New Scarecrow    |
|                 |                          |                      |
| 17.             | Az alvajáró              | The Wheezy Files     |
|                 |                          |                      |
| 18.             | A kerti parti            | The Big Picnic       |
|                 |                          |                      |
| 19.             | Mutatsd a kedvencedet!   | Show & Tell          |
|                 |                          |                      |
| 20.             | A kertverseny            | Flower Power         |
|                 |                          |                      |
| 21.             | A teniszbajnok           | Anyone for Tennis?   |
|                 |                          |                      |
| 22.             | Rettegés a tyúkketrecben | Haywire Hens         |
|                 |                          |                      |
| 23.             | A nagy gödör             | The Big Hole         |
|                 |                          |                      |
| 24.             | Meglepetés Fínek         | Surprise for Fi      |
|                 |                          |                      |
| 25.             | Tom nehéz napja          | Tom's Busy Day       |
|                 |                          |                      |
| 26.             | A rodeo                  | Rodeo                |
|                 |                          |                      |
| Második sorozat |                          |                      |
|                 |                          |                      |
| 27.             | Pörgi szorgoskodik       | Buzz Helps Out       |
|                 |                          |                      |
| 28.             | Az új focilabda          | The New Football     |
|                 |                          |                      |
| 29.             | Bújócska                 | Hide and Seek        |
|                 |                          |                      |
| 30.             | Fent, fent odafent       | Out of Reach         |
|                 |                          |                      |
| 31.             | Pancsi, pancsi           | All For A Wash       |
|                 |                          |                      |
| 32.             | Gondok az utánfutóval    | Trailer Trouble      |
|                 |                          |                      |
| 33.             | Egy pörgős nap           | Trail of Tricks      |
|                 |                          |                      |
| 34.             | Az új jövevény           | The New Vehicle      |
|                 |                          |                      |
| 35.             | Pörgi, a hős             | Buzz To The Rescue   |
|                 |                          |                      |
| 36.             | Moci és a szörnyek       | Rora's Monsters      |
|                 |                          |                      |
| 37.             | Baj van a picikkel       | Puppy Problems       |
|                 |                          |                      |
| 38.             | Egy nyugodt hely         | Quiet Place          |
|                 |                          |                      |
| 39.             | Gyere vissza, Röpcsi!    | Come Back Dusty      |
|                 |                          |                      |
| 40.             | A nagy birkaverseny      | The Great Sheep Race |
|                 |                          |                      |
| 41.             | Matt, az ügyeletes       | Matt's in Charge     |
|                 |                          |                      |
| 42.             | A nagy díszmenet         | The Farm Parade      |
|                 |                          |                      |
| 43.             | Moci és az eső           | Rora and the Rain    |
|                 |                          |                      |
| 44.             | Kombi szárnyai           | Wheezy Wings         |
|                 |                          |                      |
| 45.             | Dudás, a hős             | Rev the Hero         |
|                 |                          |                      |
| 46.             | A nagy kaland            | The Big Adventure    |
|                 |                          |                      |
| 47.             | Dal a tanyáról           | A Song for the Farm  |
|                 |                          |                      |
| 48.             | A két arató              | Two Harvesters       |
|                 |                          |                      |
| 49.             | Répatánc                 | Carrot Dance         |
|                 |                          |                      |
| 50.             | Tom kikölt egy tojást    | Tom Hatches an Egg   |
|                 |                          |                      |
| 51.             | A szuper terepjáró       | Cool for Trucks      |
|                 |                          |                      |
| 52.             | A vadkacsák              | Wild Ducks           |
|                 |                          |                      |

## Fordítás
- Ez a szócikk részben vagy egészben  a   Tractor Tom című angol Wikipédia-szócikk ezen változatának fordításán alapul.  Az eredeti cikk szerkesztőit annak laptörténete sorolja fel. Ez a jelzés csupán a megfogalmazás eredetét és a szerzői jogokat jelzi, nem szolgál a cikkben szereplő információk forrásmegjelöléseként.